# 小歩危

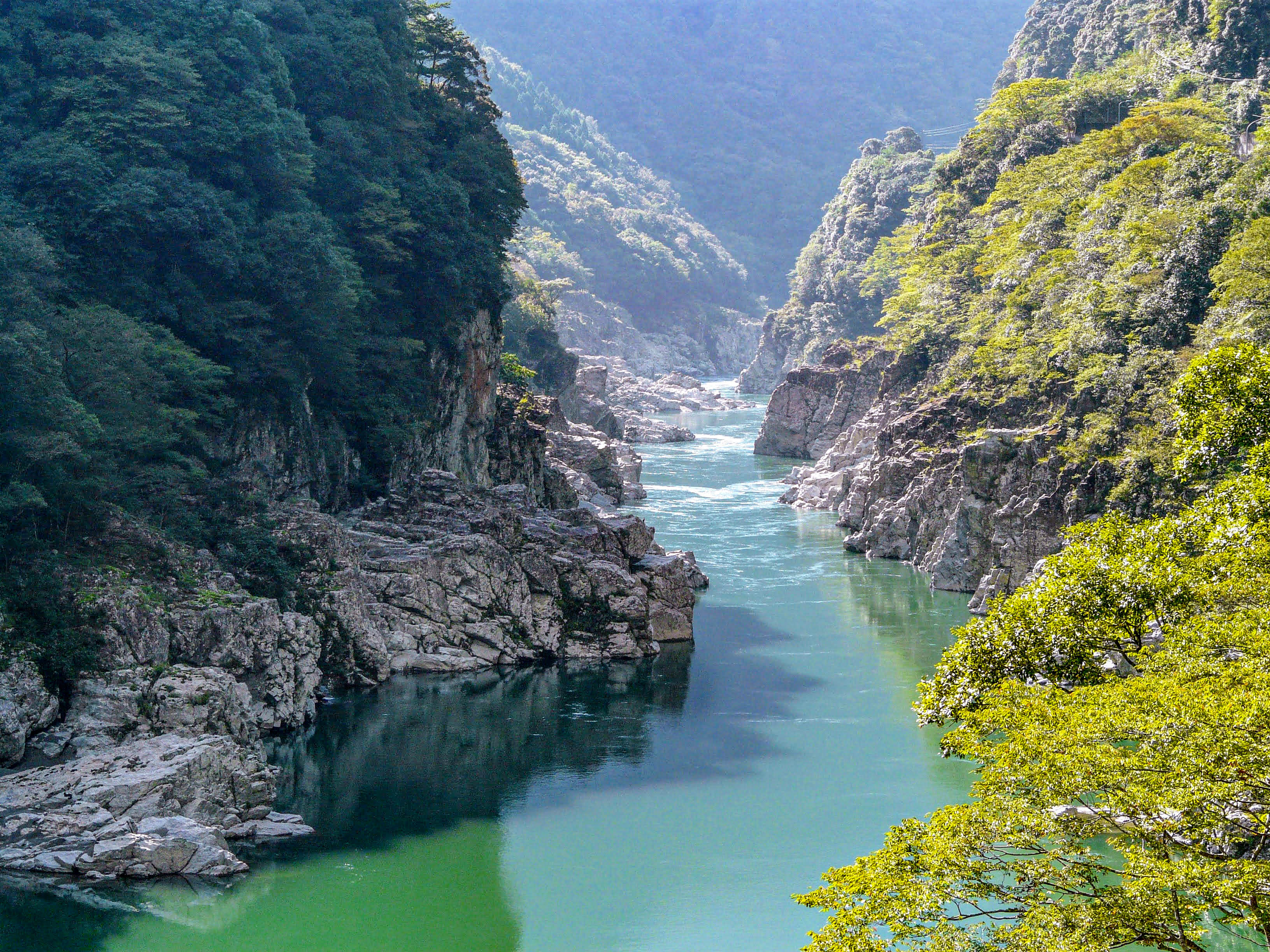
小歩危峡（2021年9月）

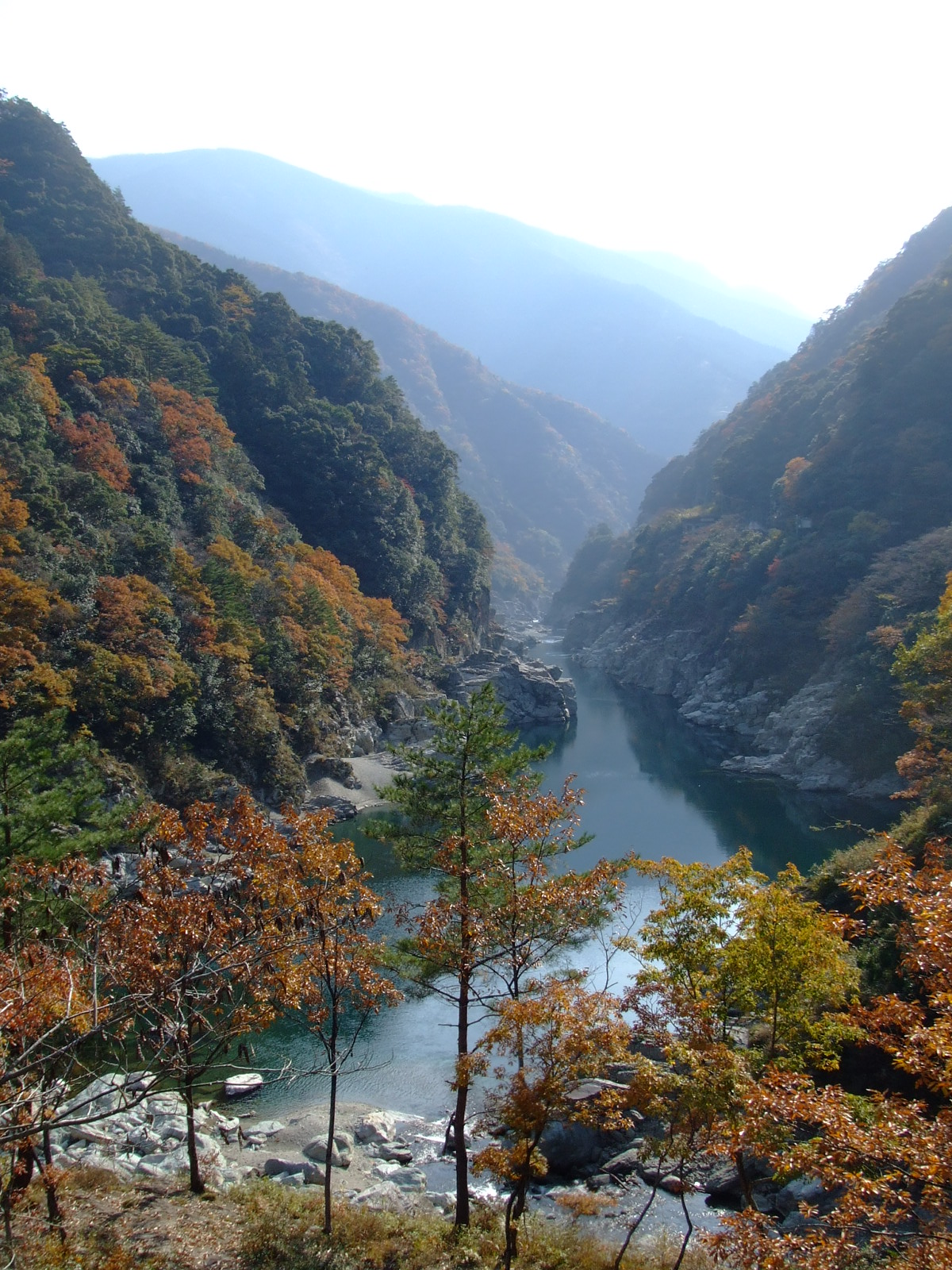
初冬の小歩危

小歩危（こぼけ）は、吉野川中流域に位置する渓谷（先行谷）。

## 地理
小歩危は大歩危とともに天然記念物及び名勝「大歩危小歩危」を構成するV字谷の一つである。その位置は徳島県三好市南西部の高知県境から6kmほど下流に位置する。小歩危峡（こぼけきょう）と呼ばれることもある。
この地域の地質は三波川帯に属する。三波川変成岩は一般的に「三波石」と呼ばれ（徳島県では「阿波の青石」と称する）、大歩危小歩危はその有数の露出地である。大歩危小歩危付近の三波川変成岩は褶曲構造となっており、背斜構造の中心部に近い部分に変成の程度が弱い砂質片岩や礫質片岩、背斜構造の中心部から離れた部分に泥質片岩や緑色片岩などの変成度が高く古い岩石が分布する。
大歩危のみが2014年（平成26年）3月18日に国指定天然記念物、2015年（平成27年）10月7日に国名勝に指定されていたが、2018年（平成30年）2月13日に小歩危が追加指定され国指定天然記念物及び名勝「大歩危小歩危」となった。
小歩危の天然記念物及び名勝指定地としての範囲は長さ約460m、面積34,244㎡で、大歩危の指定地と接しているわけではないが、吉野川藤川橋から白川橋までの双方の指定地を含む約6.5kmの区間で学術的特徴が確認されている。
小歩危では1968年（昭和43年）9月から電源開発によるダム着工の説明会が開かれたが、翌年5月の電発審議会で提案が見送られ1970年（昭和45年）8月に中止となった（詳細は小歩危ダム計画参照）。

## 地名の由来
本来、大歩危や小歩危は阿波国から土佐国への国境の山岳地帯の険しいルートそのものを指したとされる。近代以降に河岸に道路や鉄道が開通し、それに伴って河川に沿った地域が大歩危小歩危と呼ばれるようになった。
「ホケ（ホキ）」は山の中や川の流れがある場所にある断崖を指す古語である。「こぼけ」という音に対して、文化12年（1815年）編纂の阿波史では「小嶂」の字を充てており、明治6年（1873年）の地租改正の際に当時の三名村は「小歩危」の字を充てた。

## 観光
日本最大級の激流と言われており、大歩危や小歩危ではカヌーやラフティングのツアーも実施されている。
小歩危駅周辺には、800mの間に7つのトンネルが連続しており、列車から小歩危峡を眺められる時間は極めて短い。
小歩危駅から約1.5キロメートル下流側で吉野川に合流する白川谷川の上流の粟山地区には奥小歩危温泉がある。

## アクセス
- 鉄道：JR四国土讃線小歩危駅（西岸、三好市山城町西宇）
- 自動車
  - 徳島道井川池田ICから国道32号を経由して約30分。
  - 高知道大豊ICから国道439号と国道32号を経由して約35分。
  - 松山道三島川之江ICから国道192号と国道32号を経由して約45分。
  - 高知道新宮ICから国道319号と国道32号などを経由して約45分。

## 周辺施設・景勝地
- 鮎戸瀬（あどのせ） - 約 5mの落差がある瀬は吉野川を遡上（そじょう）してきた鮎を止めるほど。鮎の好漁場。
  - 鮎戸瀬荘
- 国政橋
- 白川谷川
  - 三好市立河内小学校
  - とびの巣渓谷
  - 奥小歩危温泉 - NHKラジオドラマ「雲とオルガン」で知られる温泉。
- JR四国土讃線小歩危駅
- 小歩危郵便局
- 赤川橋 - 祖谷の山林王、赤川氏が建造した橋。
- 三好市立西宇小学校
- 三好西部森林組合
- 大歩危温泉
- 大歩危 （大歩危周辺の施設は本稿では省略する）
- 祖谷地方（東岸）